# Toxic Holocaust
Toxic Holocaust je americká thrashmetalová kapela z Portlandu ve státě Oregon.

## Historie
Joel Grind založil Toxic Holocaust v roce 1999. Původně napsal a nahrál veškerou hudbu kapely sám a po několika vydaných demech (Radiation Sickness, 1999; Critical Mass, 2002) debutoval jako Toxic Holocaust oficiálním albem Evil Never Dies (2003). Rok na to pod Iron Fist Kommando vyšla Kompilace s názvem Toxic Thrash Metal (2004), kde se objevily covery kapel jako je: Destruction, Megadeth, Onslaught a Bulldozer. O dva roky později, po několika turné s najatou doprovodnou kapelou, vydal Grind druhé album, Hell on Earth (2005), které si opět napsal a nahrál sám. Album se vyznačuje především obalem od Eda Repky, který je v metalu jeden z nejznámějších umělců. Následovalo rozsáhlé turné a nahrávací smlouva s Relapse Records. Kromě vydání třetího An Overdose of Death... (2008) a čtvrtého alba Conjure and Command (2011) se Toxic Holocaust spojil s Municipal Waste a vydali Split Toxic Waste (2012) vydaný pod Tankcrimes Records. Další rok na to vyšlo album Chemistry of Consciouness (2013). V roce 2019 Joel Grind podepsal smlouvu se společností Entertainment One a ještě téhož roku vydal album Primal Future: 2019. Plánovaná turné byla zastavena kvůli šíření onemocnění covid-19.

## Diskografie

### Studiová alba
- Evil Never Dies (2003)
- Hell on Earth (2005)
- An Overdose of Death... (2008)
- Conjure and Command (2011)
- Chemistry of Consciousness (2013)
- Primal Future: 2019 (2019)

### EP
- Death Master (2003, EP)
- Power from Hell (2004, EP)
- Reaper's Grave (2006, EP)
- Gravelord (2009, EP)

### Dema
- Radiation Sickness (1999, demo)
- Critical Mass (2002, demo)
- Promo 2004 (2004, demo)
- Demo 2007 (2008, demo)

### Kompilace
- Toxic Thrash Metal (2004)
- From the Ashes of Nuclear Destruction (2013)